# Meggyes (Szerbia)
Meggyes (szerbül Вишњевац / Višnjevac) falu Szerbiában, a Vajdaság északi részén, az Észak-bácskai körzetben, Szabadkától 17,5 km-re délkeletre, Csantavértól 4 km-re északnyugatra.

## Története
Meggyest Višnjevac néven közvetlenül az első világháború után hozták létre, amikor Bácska nagy része az újonnan alapított Szerb–Horvát–Szlovén Királyság (később Jugoszlávia) része lett. Első lakosai szerb önkéntesek (úgynevezett dobrovoljacok) voltak, többnyire kiszolgált katonák az első világháborúból, akik „önként” jelentkeztek, hogy az egyik legnagyobb délvidéki magyar falu, Csantavér közvetlen közelében telepedjenek le. A szerb hatóságok asszimilációs politikájának köszönhetően Csantavér északi részén megalakult tehát Višnjevac (Meggyes) település, Csantavér déli felén pedig, közvetlenül a falu határában, szintén kizárólag szerb betelepülőkkel Zentaörs (Bačko Dušanovo) néven hoztak létre új települést.
Amikor 1941-ben Bácska ismét Magyarország része lett néhány évre – a település neve ekkor ideiglenesen Istenesre változott –, a magyar hatóságok rendelete alapján mindenkinek, aki a trianoni békeszerződés után települt a Délvidékre, el kellett hagynia a vidéket. A višnjevaci szerbek helyére a magyar hatóságok bukovinai székelyeket telepítettek. Ezeknek a magyaroknak még a háború befejezése előtt, 1944-ben ismét költözniük kellett, akik mégis maradtak, a szerb partizánok megölték őket.
A második világháború végén Meggyesre újra szerb telepesek érkeztek.

## Népessége
Alapításakor Višnjevac szinte kizárólag szerb település volt, a szerbek aránya azonban a faluban folyamatosan csökkent. Ez részben az iparosításnak tudható be, többen ugyanis beköltöztek a környező városokba, elsősorban Szabadkára, Zentára, vagy Topolyára. Továbbá, a zömében magyarok által lakott, csaknem tízszer nagyobb Csantavér közelségének köszönhetően a magyarok közül többen Meggyesen vásároltak telket, ami oda vezetett, hogy a szerbek aránya mára már ötven százalék alá csökkent. A magyarok aránya meghaladja a 35%-ot, de élnek még a faluban horvátok és bunyevácok is jelentősebb számban.
Talán érdekes jelenségnek számít, hogy a másik Csantavér közeli, eredetileg szerb telepes faluban, Zentaörsön (Bačko Dušanovo) a magyarok mára már többségbe kerültek.

### Nemzetiség szerint
- szerbek = 302 fő (47,26%)
- magyarok = 224 (35,06%)
- bunyevácok = 41 (6,42%)
- montenegróiak = 23 (3,60%)
- jugoszlávok = 21 (3,29%)
- romák = 8 (1,25%)
- horvátok = 7 (1,10%)

### A népességszám alakulása
- 1948: 1074 fő
- 1953: 932
- 1961: 694
- 1971: 668
- 1981: 703
- 1991: 634
- 2002: 645
- 2011: 527